# Iveco ACM 80/90
L'Iveco ACM80/90 (FIAT 6613 G) è un autocarro militare per il trasporto dei materiali e del personale sviluppato da Iveco per soddisfare le esigenze negli anni '90 dell'Esercito Italiano.
Attualmente il veicolo è in fase di dismissione in quanto verrà presto sostituito dall'ACTL (AutoCarro Tattico Logistico).
Caratteristica di questo automezzo sono: robustezza, adattabilità ai terreni più accidentati; nonostante ciò l'esercito italiano non lo ha sfruttato totalmente.
L'ACM presenta inoltre un apparato meccanico che permette l'azionamento delle quattro ruote motrici, anche qualora il veicolo sia in movimento.

## Versione civile
L'ACM è stato prodotto dall'Iveco in versione civile con le stesse caratteristiche meccaniche. I nomi dati alle versioni civili sono Iveco 65PC, Iveco 75PC e Iveco 90PC poi successivamente Iveco 80-14, Iveco 80-16 (per quanto riguarda l'ACM 80) e Iveco 80-17 (per quanto riguarda l'ACM 90). La versione civile è stata soprattutto utilizzata da corpi dello Stato Italiano quali il Corpo forestale dello Stato e il Corpo Nazionale dei Vigili del Fuoco.

## Caratteristiche
- equipaggio= 2+16
- Dimensioni:
  - lunghezza= 6413 mm
  - larghezza= 2270 mm
  - altezza= 3085 mm
- Cilindrata: 5861 cm3
- Peso: 4700 kg
- N. cilindri: 6
- Portata: 4000 kg
- Potenza:kW: 125 - CV: 170 a 3000 giri/min ACM 90  / 160  CV a 3000giri/min
- Peso rimorchiabile: 6413 kg
- Coppia: Nm: 460 - kgm: 46,9 a 2000 giri/min
- Dimensione cassone: 
  - Lunghezza: 4255 mm
  - Larghezza: 2200 mm
  - Altezza: 3085mm.
- N. batterie: 2
- Tensione: 24 V
- N. Marce: 5
- Velocità max: 93 km/h
- Riduttore: si
- Carburante: gasolio
- Trazione: posteriore ed integrale
- Capacità serbatoio: 145 litri
- Autonomia: 500 km.

## Utilizzatori
- Italia: l'Esercito Italiano, la Aeronautica Militare, la Marina Militare, i Carabinieri, la Guardia di Finanza, il Corpo Forestale dello Stato, la Polizia di Stato, la Polizia Penitenziaria, la Croce Rossa,la V.A.B. Vigilanza Antincendio Boschivo, i Vigili del Fuoco hanno acquistato ben oltre 3.000 esemplari dell'autocarro.
- Albania
- Bolivia
- Gibuti[1]
- Libano
- Macedonia
- Malta[2]
- Pakistan
- Portogallo
- Singapore
- Somalia